# Portugal op het Eurovisiesongfestival 2022
Portugal nam deel aan het Eurovisiesongfestival 2022 in Turijn, Italië. Het was de 53ste deelname van het land aan het Eurovisiesongfestival. De RTP was verantwoordelijk voor de Portugese bijdrage voor de editie van 2022.

## Selectieprocedure

### Festival da Canção 2022
Festival da Canção 2022 diende opnieuw als voorronde voor het festival. Er waren twee halve finales met telkens 10 nummers waaruit telkens 5 finalisten gekozen werden. In de finale, die plaatsvond in Lissabon won Maro met de Portugese ballade Saudade, saudade. Ze was zowel favoriet van de jury's als van het stemmend publiek. 
| Nr. | Artiest            | Lied                        | Jury | Televote | Totaal | Plaats |
| --- | ------------------ | --------------------------- | ---- | -------- | ------ | ------ |
| 1   | Pongo and Tristany | "Dégrá.dê"                  | 7    | 3        | 10     | 6      |
| 2   | Syro               | "Ainda nos temos"           | 3    | 6        | 9      | 9      |
| 3   | Milhanas           | "Corpo de mulher"           | 8    | 2        | 10     | 7      |
| 4   | Inês Homem de Melo | "Fome de viagem"            | 2    | 7        | 9      | 8      |
| 5   | Aurea              | "Why?"                      | 6    | 5        | 11     | 5      |
| 6   | Os Quatro e Meia   | "Amanhã"                    | 4    | 10       | 14     | 2      |
| 7   | FF                 | "Como é bom esperar alguém" | 6    | 8        | 14     | 3      |
| 8   | Diana Castro       | "Ginger Ale"                | 10   | 4        | 14     | 4      |
| 9   | Maro               | "Saudade, saudade"          | 12   | 12       | 24     | 1      |
| 10  | Pepperoni Passion  | "Código 30"                 | 1    | 1        | 2      | 10     |

## In Turijn
Portugal trad aan in de eerste halve finale op 10 mei 2022. Maro stootte door naar de finale. Achteraf bleek dat ze daar de vierde plaats behaalde. In de finale scoorde Portugal 207 punten, waardoor het op de negende plaats terechtkwam. Maro was vooral geliefd bij de jury's, waar het vijfde eindigde.
1964 · 1965 · 1966 · 1967 · 1968 · 1969 · 1970 · 1971 · 1972 · 1973 · 1974 · 1975 · 1976 · 1977 · 1978 · 1979 · 1980 · 1981 · 1982 · 1983 · 1984 · 1985 · 1986 · 1987 · 1988 · 1989 · 1990 · 1991 · 1992 · 1993 · 1994 · 1995 · 1996 · 1997 · 1998 · 1999 · 2000 · 2001 · 2002 · 2003 · 2004 · 2005 · 2006 · 2007 · 2008 · 2009 · 2010 · 2011 · 2012 · 2013 · 2014 · 2015 · 2016 · 2017 · 2018 · 2019 · 2020 · 2021 · 2022 · 2023 · 2024 · 2025
Albanië · Armenië · Australië · Azerbeidzjan · België · Bulgarije · Cyprus · Denemarken · Duitsland · Estland · Finland · Frankrijk · Georgië · Griekenland · Ierland · IJsland · Israël · Italië · Kroatië · Letland · Litouwen · Malta · Moldavië · Montenegro · Nederland · Noord-Macedonië · Noorwegen · Oekraïne · Oostenrijk · Polen · Portugal · Roemenië · San Marino · Servië · Slovenië · Spanje · Tsjechië · Verenigd Koninkrijk · Zweden · Zwitserland